# Theonoe major
Theonoe major är en spindelart som beskrevs av Denis 1961. Theonoe major ingår i släktet Theonoe och familjen klotspindlar.
Artens utbredningsområde är Spanien. Inga underarter finns listade i Catalogue of Life.